# Ilam
Ilam (perz. ایلام; /ilām/) je grad u Iranu i sjedište Ilamske pokrajine. Smješten je u planinama Kabir-Kuha, oko 40 km od granice s Irakom odnosno približno 500 km zračne linije od glavnog grada Teherana. Većina stanovništva grada su Kurdi i Perzijanci koji govore ilamskim narječjem perzijskog jezika. Prema popisu stanovništva iz 2006. godine u Ilamu je živjelo 155.289 ljudi.

## Poveznice
- Zračna luka Ilam

## Vanjske poveznice
- (perz.) Službene stranice Ilama  Arhivirana inačica izvorne stranice od 3. ožujka 2016. (Wayback Machine)

Ostali projekti
|  | Zajednički poslužitelj ima još gradiva o temi Ilam |